# Буря (Иркутская область)
Буря — село в Зиминском районе Иркутской области России. Административный центр Буринского муниципального образования.

## География
Находится примерно в 43 км к северу от районного центра.

## История
По легенде село было основано казаком Константиновым, служившим при дворе императрицы Екатерины II, который по её указу в 1762 году отправился разведывать эти места. Константинов просил у императрицы карту этих мест, но, не получив ответа, принялся составлять карту сам, после чего выслал её в Петербург. Позже пришёл ответ от Екатерины II: «Все, что нанесено тобою на карту, теперь твое, владей». Потомки Константинова направили этот документ в Нижнеудинское земельное управление, где тот был утерян. В Буре поселились и другие казацкие роды: Тирские, Скуратовы, Ступины, Шиверские. Однако, по другим данным, село было основано ещё в 1680 году — задолго до прихода Константинова. В 1920—1930-е годы село входило в состав Кундулунского сельсовета Кимильтейского района. По данным переписи 1926 года, насчитывалось 107 хозяйств, проживало 645 человека (320 мужчин и 325 женщин).

## Происхождение названия
От чего произошло название Буря, точно никто не знает. По одной версии, когда Константинов приехал в эти места, там стояли бурятские юрты. По другой — от слова бури (заросли).

## Население
| 2002 | 2010 | 2011 | 2012 |
| ---- | ---- | ---- | ---- |
| 263  | ↘218 | →218 | ↘217 |

По данным Всероссийской переписи, в 2010 году в селе проживало 218 человек (115 мужчин и 103 женщины). На 1 января 2015 года население села составляет 239 человек